# Sociedad Holandesa de Nueva York

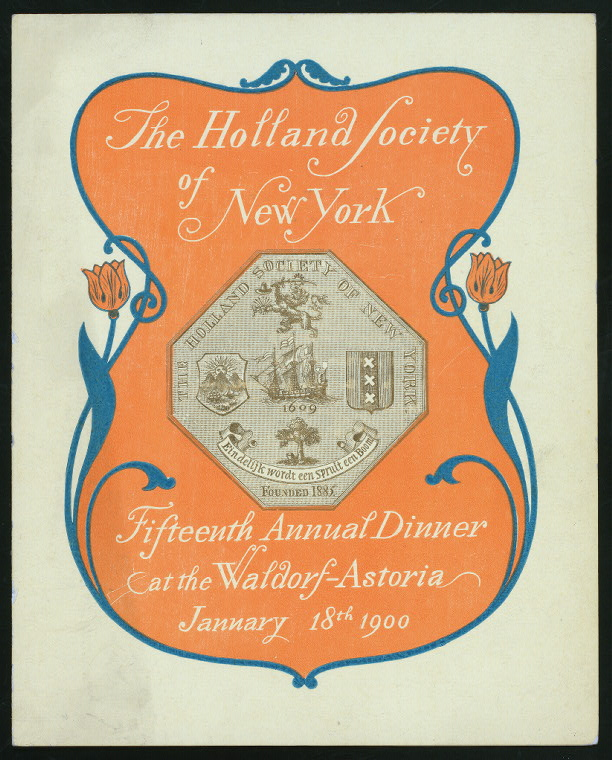
Programa de la 15.ª cena anual de la Sociedad Holandesa, el 18 de enero de 1900, en el Hotel Waldorf-Astoria, Nueva York.

La Sociedad Holandesa de Nueva York se fundó en la ciudad de Nueva York en 1885 para recopilar información sobre el asentamiento y la historia de los Nuevos Países Bajos.  Su objetivo principal es encontrar y preservar documentación sobre la vida de los habitantes de aquella época para dilucidar los patrones políticos, sociales y religiosos de la colonia holandesa.  La sociedad patrocina publicaciones históricas y proporciona recursos para estudios familiares y la genealogía.  Muchos de sus socios son especialmente activos en la investigación y publicación genealógica.  La Sociedad Holandesa estableció el Proyecto New Netherland que traduce y publica los registros del siglo XVII mantenidos en los Archivos del Estado de Nueva York.  Entre otros patrocinios actuales se encuentran el Proyecto de los Papeles de Jacob Leisler y las Traducciones de los Registros de la Iglesia Reformada Neerlandesa de Flatbush.  
La membresía consiste en descendientes masculinos y femeninos en la línea masculina directa de un antepasado que vivió en los Nuevos Países Bajos antes de o durante el año de 1675.  Socios notables incluyen  a Cecil B. DeMille, Humphrey Bogart, Theodore Roosevelt y Franklin D. Roosevelt, quien también sirvió en una capacidad fideicomisaria mientras Gubernador de Nueva York.
La Sociedad Holandesa organiza un banquete anual para honrar las contribuciones realizadas por una persona de ascendencia holandesa.  Los homenajeados en el pasado incluyen a Henry Fonda, Gloria Vanderbilt, el astronauta Jerry L. Ross y Theodore Roosevelt, entre otros.
La biblioteca de la Sociedad Holandesa es un recurso invaluable para los que se dedican a los estudios de los Nuevos Países Bajos, especialmente a la genealogía y a la historia familiar.  Hay aproximadamente 7000 libros de los cuales 3000 volúmenes tratan la historia local, 3000 son historias familiares y genealogías, y un mil son libros de consulta.  También hay una extensa colección en archivos verticales que incluye cartas, fotografías, genealogías y recortes de prensa, además de una herramienta de búsqueda que detalla la colección disponible en el sitio web de la sociedad.  Todas las publicaciones de la Sociedad Holandesa están incluidas en la colección bibliotecaria.  Las copias de los primeros registros parroquiales brindan información sobre nacimientos, matrimonios y defunciones en la colonia.  Estos registros suman 109 volúmenes y se están volviendo accesibles por computadora.  La biblioteca se suscribe a publicaciones de sociedades históricas y genealógicas, y recopila boletines de organizaciones familiares que se ocupan de la ascendencia colonial relativa a los Nuevos Países Bajos.  Aunque la colección se concentra principalmente en los asentamientos de Nueva Ámsterdam y los del Río Hudson, también trata  las primeras migraciones holandesas y aliadas en América del Norte en general.
Esta colección tiene una gran cantidad de información sobre la historia y la cultura de las familias coloniales holandesas en América.  La biblioteca se encuentra en la Biblioteca del Estado de Nueva York en Albany, y el público puede visitarla con cita.  